# Le Vrétot
Le Vrétot település Franciaországban, Manche megyében. Lakosainak száma 635 fő (2018. január 1.). Le Vrétot Quettetot, Bricquebec-en-Cotentin, Les Perques, Pierreville, Saint-Germain-le-Gaillard, Sénoville, Sortosville-en-Beaumont és Surtainville községekkel határos.

## Népesség
A település népességének változása:
| Lakosok száma | 628  | 605  | 499  | 458  | 520  | 556  | 599  | 634  | 632  | 635  |
|               | 1962 | 1968 | 1982 | 1990 | 1999 | 2008 | 2011 | 2013 | 2017 | 2018 |